# 9762 Hermannhesse
9762 Hermannhesse este un asteroid din centura principală de asteroizi.

## Descriere
9762 Hermannhesse este un asteroid din centura principală de asteroizi. A fost descoperit pe 13 septembrie 1991 la Tautenburg de Freimut Börngen și Lutz Dieter Schmadel. Asteroidul prezintă o orbită caracterizată de o semiaxă mare de 2,25 ua, o excentricitate de 0,06 și o înclinație de 3,7° în raport cu ecliptica.